# Rock Island Dam
Der Rock Island Dam ist eine Talsperre am Columbia River zwischen dem Chelan County und Douglas County im Bundesstaat Washington der USA, 19 km flussabwärts von Wenatchee und 729 km flussaufwärts von der Mündung des Columbia bei Astoria gelegen. Die Talsperre hat eine s-förmige Beton-Gewichtsstaumauer mit zwei Laufwasserkraftwerken und staut seit 1933 den Columbia zum Rock Island Pool auf, der sich 33 km flussaufwärts bis zum Rocky Reach Dam im Norden erstreckt. Der Stausee wird zusätzlich vom Wenatchee River gespeist, einem Nebenfluss, der oberhalb von Wenatchee in den Columbia mündet. Beide Talsperren sind Teil mehrerer Staustufen am Columbia und werden vom Chelan County Public Utility District (Chelan County PUD) betrieben.
Namensgeber der Talsperre sowie der kleinen Stadt Rock Island am nördlichen Ufer des Columbia sind die ehemaligen Stromschnellen Rock Island Rapids, die mit Inbetriebnahme der Staustufe überflutet wurden. Nur einige Felsen in der Flussmitte ragen noch heraus, auf denen die Masten für die Überlandleitungen des Kraftwerks errichtet wurden.

## Geschichte

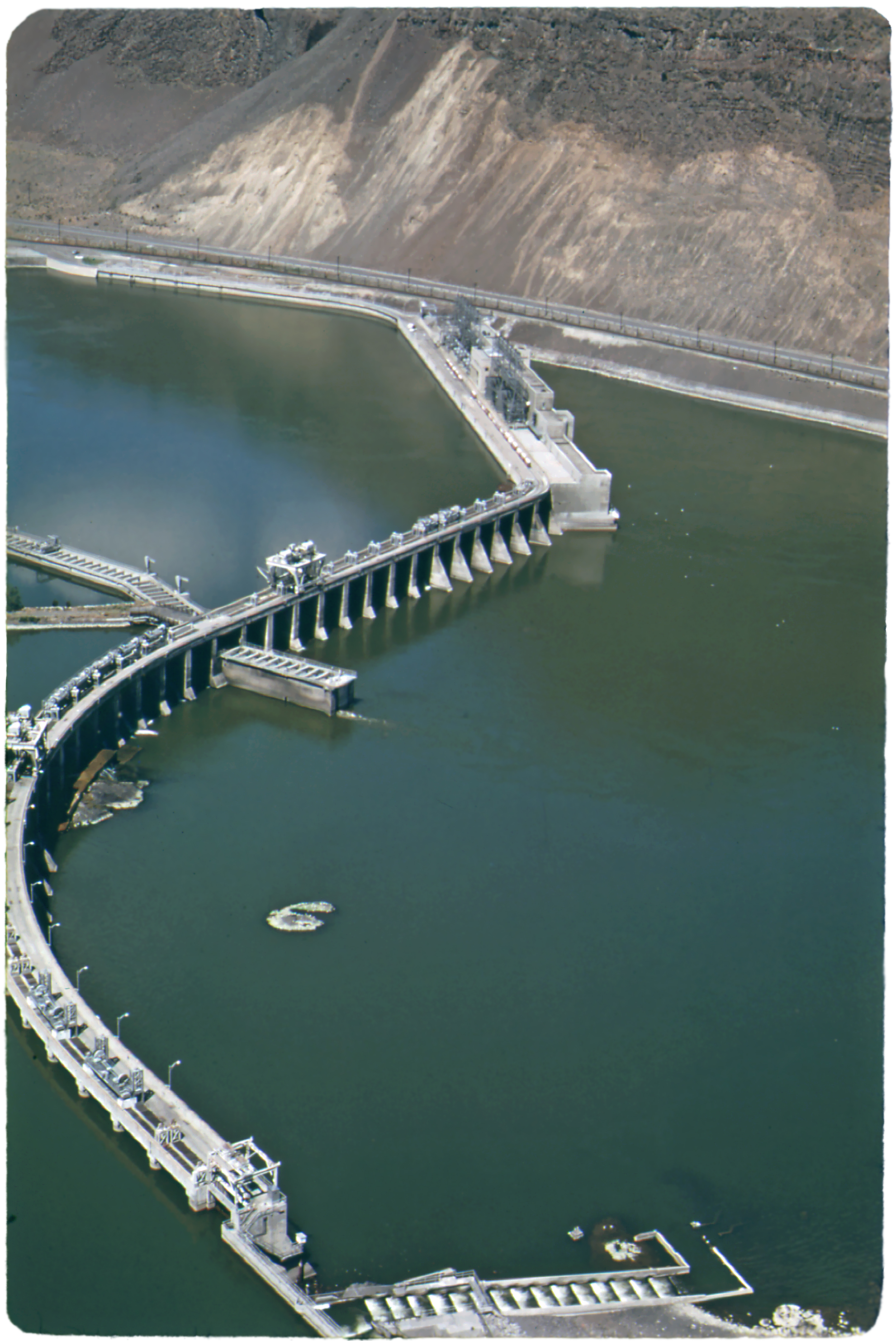
Rock Island Dam 1973, oben das 1. Laufwasserkraftwerk, das 2. wurde erst 1979 fertiggestellt (Blick nach Norden)

Der Rock Island Dam wurde in der ersten Ausbaustufe von der Puget Sound Power & Light Company (heute Puget Sound Energy) zwischen 1930 und 1933 errichtet und war die erste Staustufe am Columbia. Das erste Laufwasserkraftwerk auf der Nordseite enthielt ursprünglich nur vier große Wasserturbinen mit entsprechenden Generatoren (1× 15,0 MW und 3× 20,7 MW) und wurde vom späteren Betreiber Chelan County PUD bis 1953 auf zehn erweitert (6× 22,5 MW). Zusätzlich ist eine kleine 1,23-MW-Einheit für Notfälle installiert, zu Stromversorgung des Kraftwerks bei Ausfall aller großen Turbinen. Das zweite Laufwasserkraftwerk wurde auf der Südseite zwischen 1974 und 1979 errichtet und enthält acht Wasserturbinen mit je 51,3 MW. Es handelt sich hierbei um horizontale Kaplan-Rohrturbinen, die Ende der 1970er-Jahre die ersten installierten Turbinen dieser Bauart in den USA waren und die größten weltweit.
Seit 2005 werden vom österreichischen Anlagenbauer Andritz Hydro die Generatoren der sechs Wasserturbinen aus den 1950er-Jahren überholt. Aufgrund von festgestellten Rissen in den Schaufeln der vier Turbinen aus den 1930er-Jahren wurde ein weiterer Auftrag zur Erneuerung 2016 ebenfalls an Andritz Hydro vergeben, die Fertigstellung der Überholung aller zehn Einheiten ist 2020[veraltet] vorgesehen.

## Beschreibung
Die über einen Kilometer lange Gewichtsstaumauer beginnt auf der Nordseite (Douglas County) mit einem 180 m langen Mauerabschnitt parallel zum Flussufer, an den sich das erste Laufwasserkraftwerk von 265 m Länge in Richtung der Hochwasserentlastung anschließt. Diese hat eine Gesamtlänge von 434 m und wird durch die zentrale Fischtreppe in einen geraden Teil in Richtung des ersten Kraftwerks mit 14 Toren und einen gebogenen Teil in Richtung des südlichen Ufers mit 17 Toren geteilt. Daran schließt sich das 2. Kraftwerk auf der Südseite (Chelan County) mit einer Länge von 143 m an. Neben der zentralen ergänzen an den Außenseiten zwei weitere Fischtreppen die Staumauer.
Der Höhenunterschied zwischen Oberwasser und Unterwasser beträgt im Regelbetrieb rund 13 m, der Durchfluss liegt bei 500–3000 m³/s. Im Hochwasserfall können bei voller Öffnung der Hochwasserentlastung mehr als 27.000 m³/s abfließen, der Pegel des Unterwassers würde dann um 10 m steigen und der Höhenunterschied zum Oberwasser sich auf 4 m reduzieren.
Insgesamt besitzt der Rock Island Dam eine Kraftwerksleistung von 623,73 MW. Jährlich werden rund 2.600 GWh Energie produziert, wobei die Kosten bei ungefähr 2,6 Dollar-Cents pro Kilowattstunde liegen. Die größten Abnehmer sind Puget Sound Energy (25 %) und Alcoa (26 %), das seit 1953 die Aluminiumhütte Wenatchee unweit der Talsperre im Chelan County betreibt. Anfang 2016 musste die unrentabel gewordene Produktion eingestellt werden, Alcoa ist aber an einen Langzeitvertrag mit dem Chelan County PUD bis 2028 gebunden.